# Starożytny wał kultowy w Lwówku Śląskim
Starożytny wał kultowy w Lwówku Śląskim – wał kultowy w Płakowicach z okresu kultury łużyckiej. Część badaczy uważa, że w miejscu wału mogło znajdować się grodzisko.

## Bobrzanie
Historia Płakowic wiąże się z osadnictwem plemienia Bobrzan, które zamieszkiwało pogranicze śląsko-łużyckie, przyległe zlewiskom Bobru i Kwisy. Świadczą o tym kamienne pozostałości grodziska z IX wieku oraz wały kultowe związane z pradawnymi obrzędami słowiańskimi. Znajdują się one na południowym wzgórzu płakowickim, zwanym Skałką (niem. Steinberg). W 1927 r. niemiecka grupa archeologów podczas prowadzonych prac na owym wzgórzu odkryła cmentarzysko związane z kulturą łużycką, świadczące o osadnictwie w tym rejonie.

## Grodzisko i wał
Na wschodnim skraju Lwówka Śląskiego, a dokładniej dzielnicy Płakowice, znajduje się wzniesienie Skałka (299 m n.p.m.). W okolicy wzgórza zachowały się ledwo widoczne wały, datowane na okres kultury łużyckiej. Część badaczy uważa, że są to pozostałości miejsca kultu, jednak o wiele bardziej prawdopodobne, iż niegdyś mieściła się tutaj osada otoczona ziemnym wałem z drewnianą palisadą. W źródłach niemieckich opisywano to miejsce jako słowiański gród o nazwie „Plochowica”, co miało oznaczać położone nieopodal zagłębienie terenu. Prawdopodobnie chodziło o dolną część wsi. Z zachowanych przekazów wynika, że w tym miejscu gromadziła się woda i błoto, które utrudniały podróżowanie w okresie średniowiecza, ale i zapewniały naturalną barierę ochronną. Nie wiadomo, kiedy gród został opuszczony, ale datuje się to wydarzenie na koniec XII wieku. W tym czasie w Płakowicach rozpoczęto ekspansywne wydobycie złota, co spowodowało pojawienie się poszukiwaczy, kupców i osadników z wielu regionów Europy, głównie z ziem zachodnich.

## Tablica
Tablicę w miejscu wału ustawił Wojewódzki Ośrodek Archeologiczno-Konserwatorski (WOAK), prawdopodobnie w latach 80., w ramach oznaczania ważniejszych miejsc historycznych w regionie. Po likwidacji Ośrodków Archeologiczno-Konserwatorskich ich obowiązki i zadania przejęli wojewódzcy konserwatorzy zabytków.

## Galeria

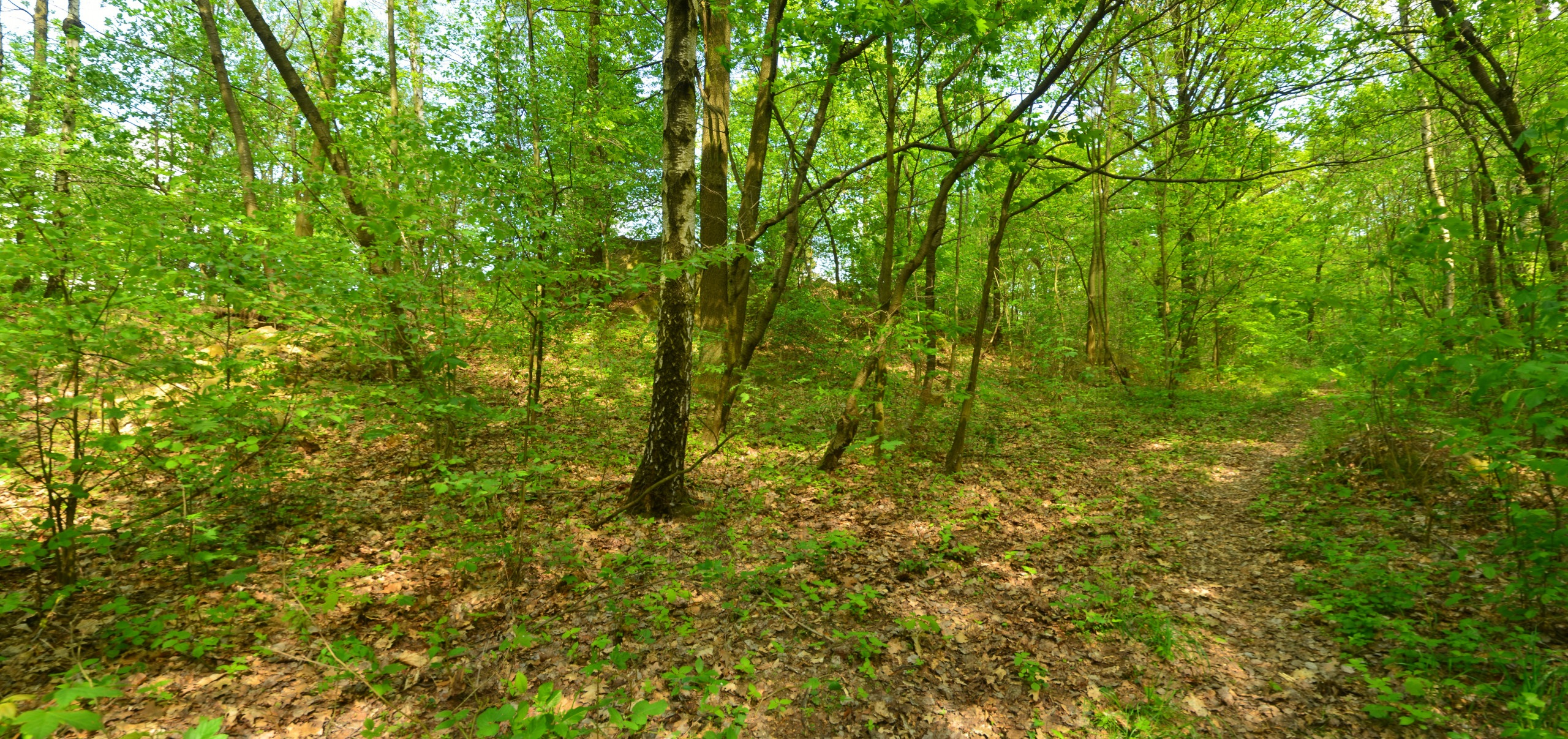
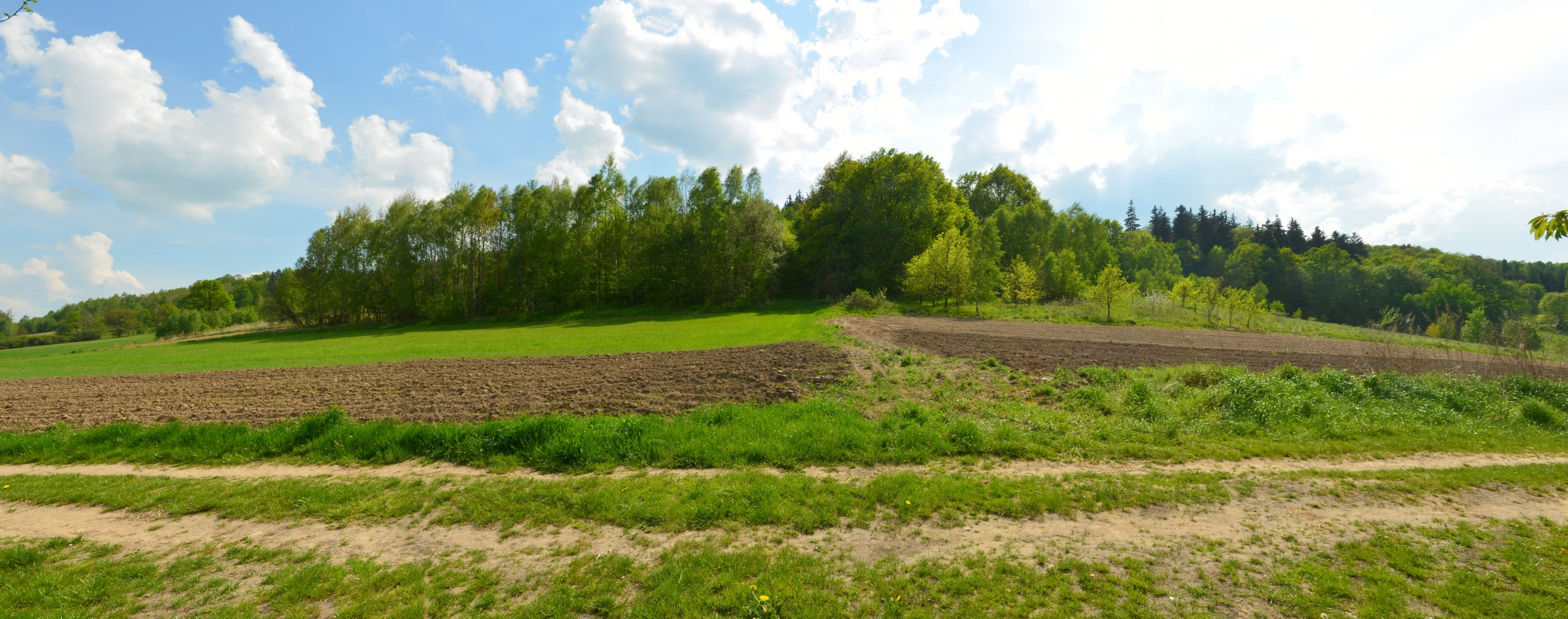